# خوان اویوآ
خوان اویوآ (اسپانیایی: Juan Ulloa‎; ۵ فوریهٔ ۱۹۳۵ – ۱۱ فوریهٔ ۲۰۱۷) بازیکن فوتبال اهل کاستاریکا بود.
از باشگاه‌هایی که در آن بازی کرده‌است می‌توان به باشگاه فوتبال رئال بتیس و باشگاه فوتبال کلوب لئون اشاره کرد.
وی همچنین در تیم ملی فوتبال کاستاریکا بازی کرده‌است.